# André Verbeke
André Verbeke (ur. 2 stycznia 1908 w Sint-Niklaas, zm. 9 marca 1978 w Leuven) – belgijski architekt, brązowy medalista Olimpijskiego Konkursu Sztuki i Literatury 1932. 

## Życiorys
Od najmłodszych lat pracował w firmie budowlanej swojego ojca. Był najstarszym z dwanaściorga dzieci. W wieku 21 lat został studentem Królewskiej Akademii Sztuk Pięknych w Antwerpii. 
Zdobył brązowy medal podczas Olimpijskiego Konkursu Sztuki i Literatury 1932 w kategorii projektów urbanistycznych. Nagrodzonym dziełem był plan budowy Parku Maratońskiego, który najprawdopodobniej nie został wdrożony w życie.
W 1935 roku założył biuro architektoniczne w mieście Sint-Niklaas. Jego prace były utrzymane m.in. w nurtach art déco, kubistycznym i modernistycznym. Wśród zrealizowanych projektów Verbekego znajdują się m.in. modernistyczny dom wielorodzinny Schelfhout w Antwerpii oraz inspirowany stylem Dudoka budynek na rogu ulic Gezelle’a i Rodenbacha w Sint-Niklaas.

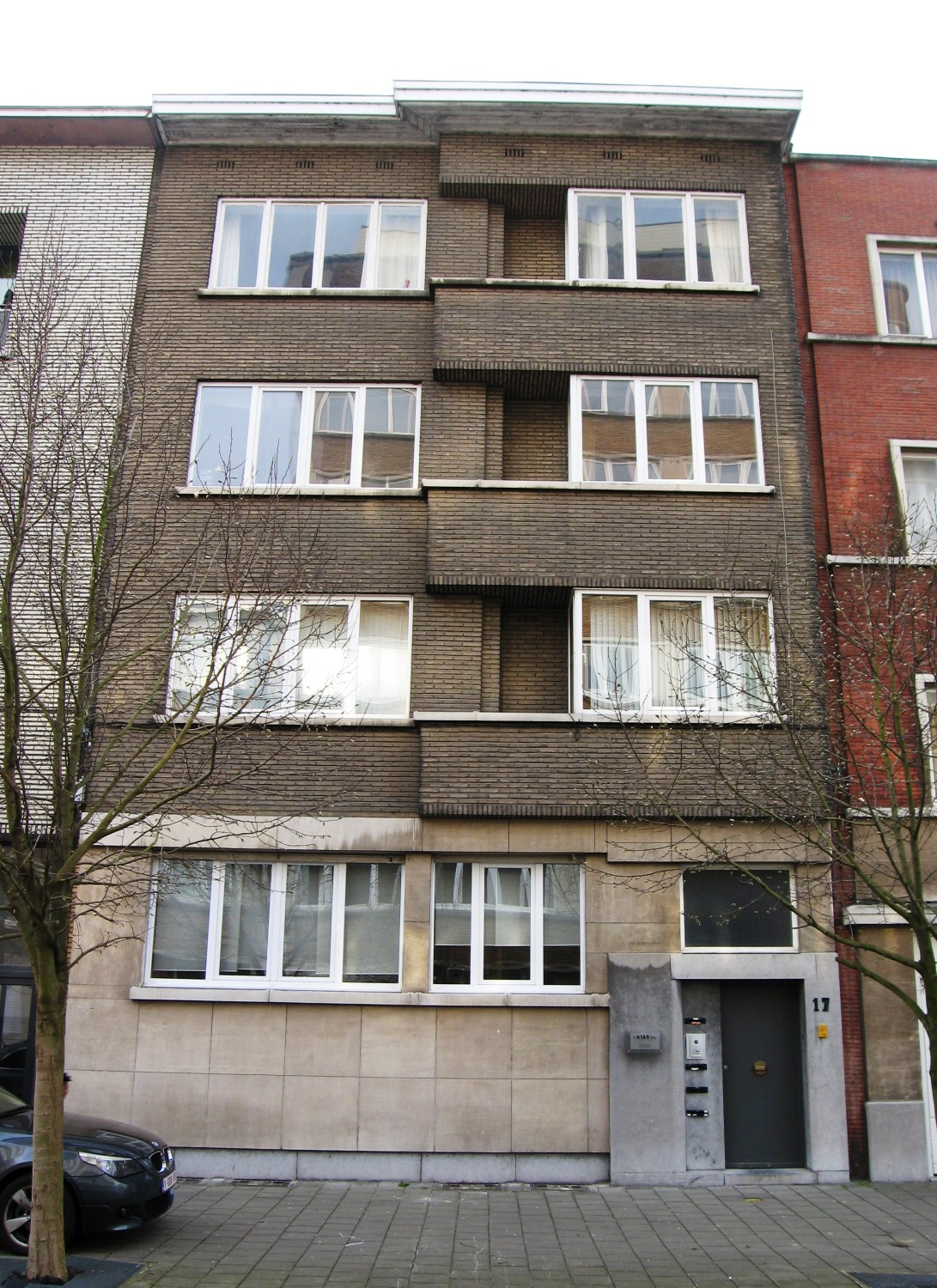
Dom wielorodzinny Schelfhout w Antwerpii
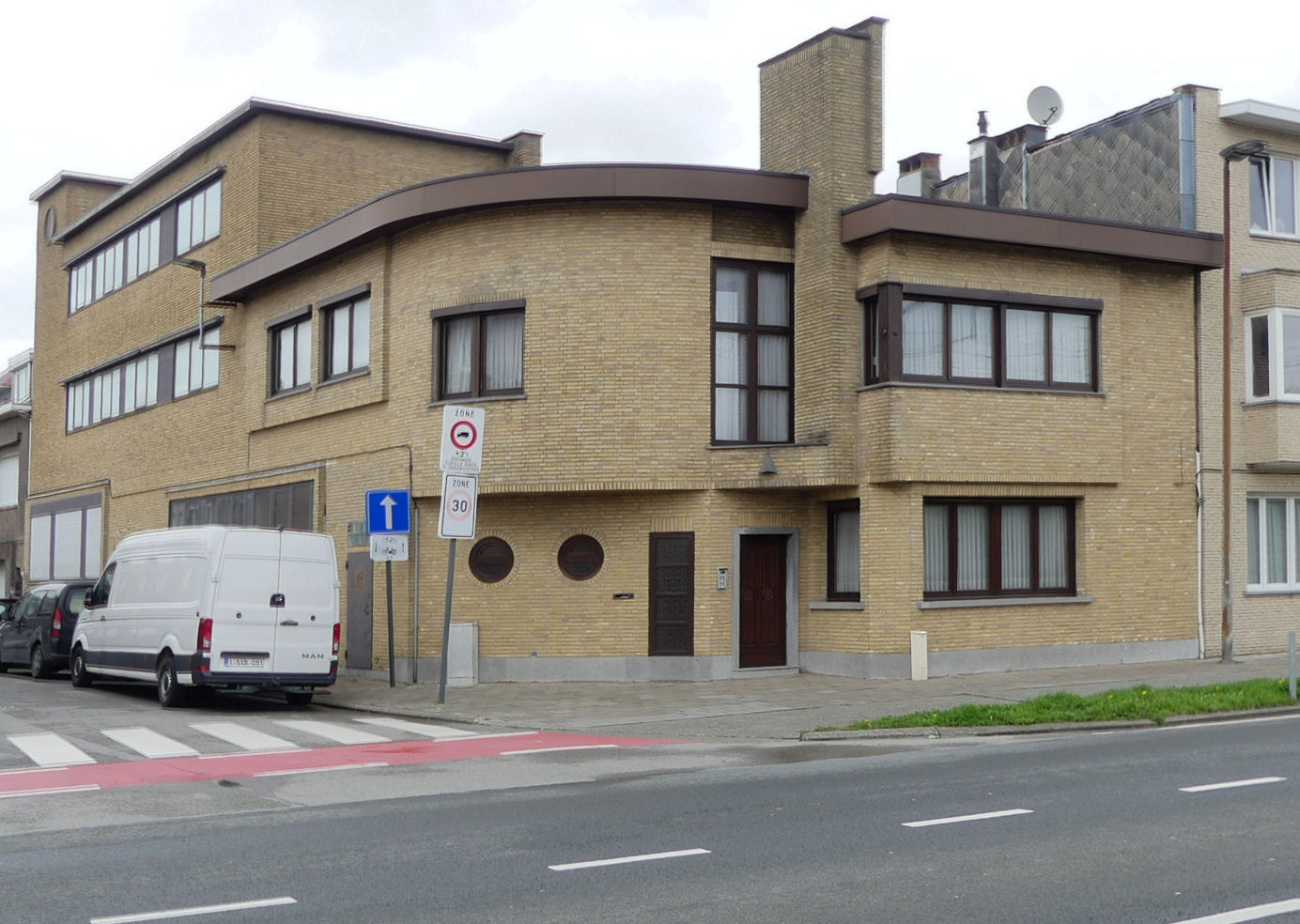
Budynek na rogu ulic Gezelle’a i Rodenbacha w Sint-Niklaas
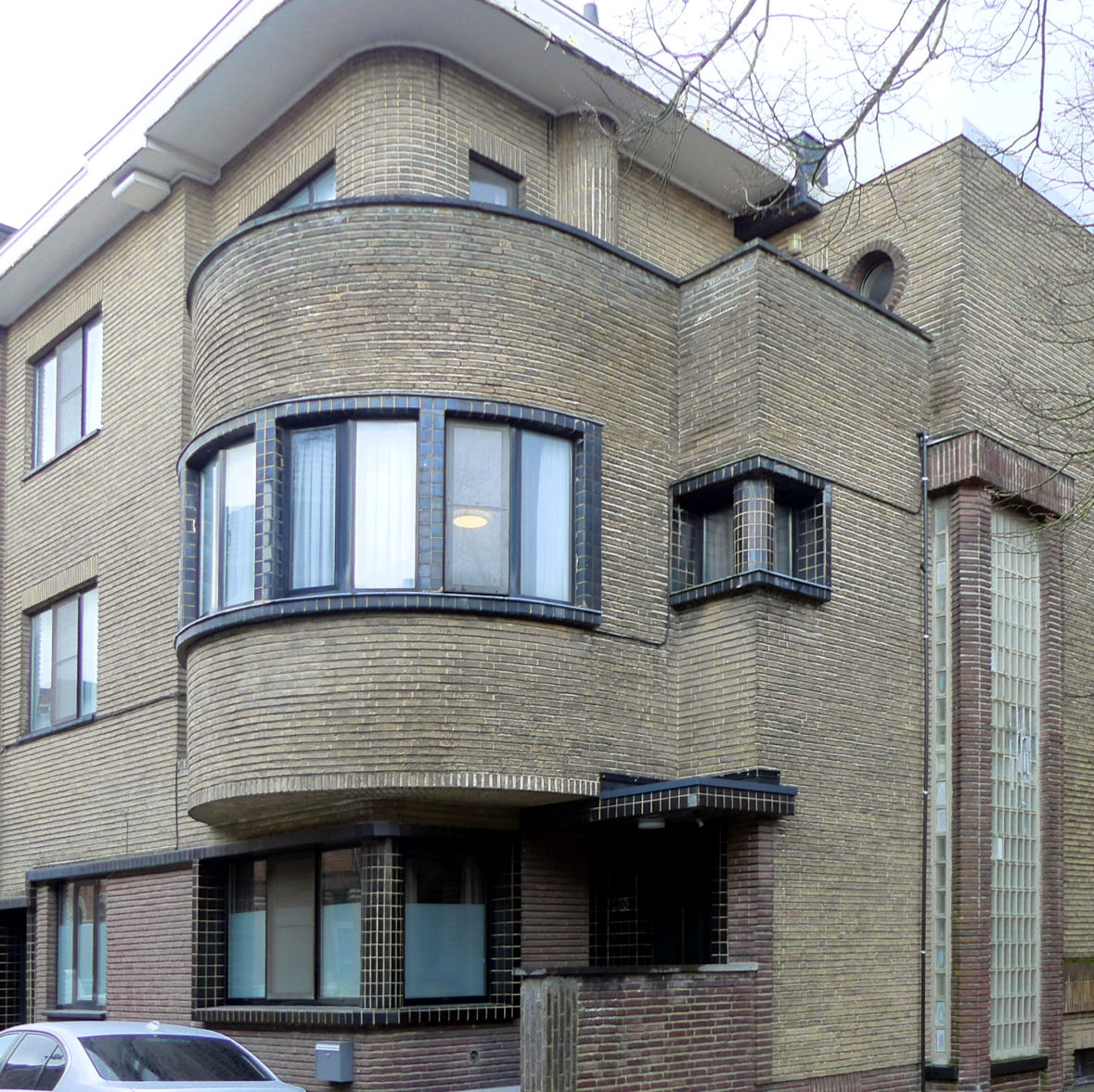
Budynek na ulicy Dhanisa w Sint-Niklaas